# Leonor Seixas
Leonor Seixas (* 30. November 1980 in Lissabon) ist eine portugiesische Schauspielerin.

## Leben
Seixas wurde als Tochter der Pianistin Carla Seixas und des Opernsängers Fernando Serafim in Lissabon geboren. Sie studierte Ballett am Nationalkonservatorium in Lissabon (Conservatório Nacional, heute Escola Superior de Teatro e Cinema) und nahm Musikunterricht (Klavier, Blockflöte, Perkussion und Trompete).
Nachdem sie bereits als Schülerin Schauspielunterricht an der Escola Profissional de Teatro de Cascais genommen hatte, ging sie nach ihrem Abitur nach New York, wo sie am Lee Strasberg Theatre and Film Institute zwei Jahre studierte. Nach Theaterengagements und kleineren Filmrollen in New York kehrte sie, unter dem Eindruck der Terroranschläge am 11. September 2001 und seiner Folgen, zu Weihnachten 2001 zurück nach Lissabon. Hier spielte sie am Theater (etwa 2005 in Marcas de Sangue am Teatro da Comuna, oder 2006 am Teatro da Trindade) und sang in der Oper (z. B. 2002, in Albert Herring von Benjamin Britten, oder 2006 in Paul Hindemiths Sancta Susanna, im Teatro Nacional de São Carlos). Sie spielte auch in ersten Telenovelas. Später kamen Lesungen, Hörspiele und Synchronisationen dazu.
Nachdem sie bereits in José Nascimentos Fernsehfilm Rádio Relâmpago (dt.: Radio Blitz) gespielt hatte, war ihre erste Filmrolle im portugiesischen Kino 2003 in A Passagem da Noite von Luís Filipe Rocha, wofür sie beim Mittelmeer-Filmfestival in Valencia als beste Schauspielerin ausgezeichnet wurde. Es folgten weitere Spielfilme, u. a. für Carlos Coelho da Silva (u. a. Amália, seine Filmbiografie über Amália Rodrigues 2008, und der erfolgreiche Jugendfilm Uma Aventura na Casa Assombrada 2009), Francisco Manso (Assalto ao Santa Maria 2010, Aristides de Sousa Mendes, O Cônsul de Bordéus 2011), und Sandra Seeling (My Mother 2012), in deren Fernsehserie The Swamp sie 2012 ebenfalls mitspielte. Für ihre Hauptrolle in Joaquim Leitãos gleichermaßen romantischem wie feministischem Erfolgsfilm Sei Lá (2014) war Seixas für die wichtigsten portugiesischen Filmpreise nominiert.
Einem breiten Publikum wurde sie in Portugal insbesondere mit ihren Engagements in verschiedenen Telenovelas bekannt, neben ihren Rollen im Portugiesischen Film.

## Filmografie (Auswahl)
| - 2002: Simons and the Cardboardbox (Kurzfilm); R: S. M. Kerstein - 2002: Roommates (Kurzfilm); R: Helena Varela - 2002: The Little Red Riding Hood (Kurzfilm); R: Helena Varela - 2003: A Passagem da Noite; R: Luís Filipe Rocha - 2003: Rádio Relâmpago (Fernsehfilm); R: José Nascimento - 2005: Até Amanhã, Camaradas (TV-Mehrteiler); R: Joaquim Leitão - 2005: O Mergulho (Fernsehfilm); R: Jorge Paixão da Costa - 2008: PICA - O Filme; R: Gil Ferreira - 2008: Gotas de Alma (Kurzfilm); R: NJ Silva - 2008: O Meu Alien; R: Carlos Conceição - 2008: Amália; R: Carlos Coelho da Silva - 2009: Uma Aventura na Casa Assombrada; R: Carlos Coelho da Silva - 2010: O Dez (Fernsehfilm); R: Leandro Ferrão, Paolo Marinou-Blanco, João Nunes, Pedro Varela - 2010: Assalto ao Santa Maria; R: Francisco Manso - 2011: Aristides de Sousa Mendes, O Cônsul de Bordéus; R: Francisco Manso - 2011: Putas Marcianas (Kurzfilm); R: José João Silva - 2012: My Mother; R: Sandra Seeling - 2013: Ten Minutes (Kurzfilm); R: Jim Westrick - 2014: Sei Lá; R: Joaquim Leitão - 2015: The Challenger; R: Kent Moran - 2015: Regret; R: Nuno Madeira Rodrigues - 2019: Ladrões de Tuta e Meia; R: Hugo Diogo - 2020: A Minha Vez (Kurzfilm); R: Diogo Barbosa | - 2002/2003: O Olhar da Serpente (13 Folgen) - 2003: Saber Amar (247 Folgen) - 2004: Inspector Max (1 Folge) - 2005: Mistura Fina (85 Folgen) - 2005: Pedro e Inês (13 Folgen) - 2006/2007: Paixões Proibidas (59 Folgen) - 2007: P.I.C.A. - 2008: Casos da Vida (2 Folgen) - 2008/2009: Feitiço de Amor (41 Folgen) - 2008/2009: Vila Faia (105 Folgen) - 2010: Laços de Sangue (1 Folge) - 2012: The Swamp (1 Folge) - 2012: Liberdade 21 (1 Folge) - 2015–2016: A Única Mulher (363 Folgen) - 2016–2017: Rainha das Flores (304 Folgen) - 2018: Idiotas, ponto (3 Folgen) - 2018–2019: Circo Paraíso (13 Folgen) - 2019: O Nosso Cônsul em Havana (13 Folgen) - 2020: Quer o Destino (182 Folgen) - 2022: Quero é Viver (170 Folgen) |